# Acomopterella arnaudi
Acomopterella arnaudi är en tvåvingeart som beskrevs av Zaitzev 1989. Acomopterella arnaudi ingår i släktet Acomopterella och familjen svampmyggor.
Artens utbredningsområde är Alaska. Inga underarter finns listade i Catalogue of Life.